# Nunatak Cady
El nunatak Cady (77°13′S 142°51′O / -77.217, -142.850) es un nunatak ubicado a 4,5 km al este del monte Zeigler en el sector noreste de las montañas Allegheny, en las cordilleras Ford de la Tierra de Marie Byrd, Antártida. El nunatak fue relevado por el United States Geological Survey a partir de fotografías aéreas tomadas por la marina de los Estados Unidos, 1959–65, y nombrado por el Comité Asesor de Nombres Antárticos en honor a Frederick M. Cady, un físico de la ionosfera del Programa Antártico de Investigación de los Estados Unidos, en la Estación Byrd, en 1968.